# Chinarohrsänger
Der Chinarohrsänger (Acrocephalus orientalis) ist ein Singvogel aus der Gattung der  Rohrsänger (Acrocephalus) und der Familie der Rohrsängerartigen (Acrocephalidae).
Die Art kommt als Sommervogel in Ostasien vor von der Mongolei und Südosten Russlands bis China, Korea, Sachalin und Japan. Sie überwintert in Südostasien bis Großen Sundainseln, Philippinen, auf den Wallacea-Inseln, wie zum Beispiel Atauro.
Der Lebensraum umfasst hauptsächlich Schilfgebiete an Seen, Sümpfe entlang der Küsten, Flussmündungen, entlang von Flüssen und Gräben, auch hohes Gras und Gebüsch. Bevorzugt wird Tiefland bis in 1000 m Höhe.
Das Artepitheton bezieht sich auf das Verbreitungsgebiet.
Früher wurde die Art als konspezifisch mit dem Drosselrohrsänger (Acrocephalus arundinaceus) angesehen.

## Merkmale
Die Art ist 17–19 cm groß und wiegt zwischen 18 und 47 g. Sie hat einen auffallenden weißen Überaugenstreif, einen dunklen Augenstreif, unterschiedlich ausgeprägte dunkle Flecken im Bartstreif. Das übrige Gefieder ist ein warmes Olivbraun auf der Oberseite mit weißlicher Kehle und Unterseite. Die Flanken haben eine gelbbraune Tönung, Nacken und Brust sind oft an der Seite gestreift. Die Steuerfedern haben außen weißliche Spitzen. Die Iris ist dunkelgrau bis -braun, der Schnabel oben dunkelbraun, unten fleischfarben, der Mundwinkel rosa, die Füße sind bleifarben.
Vom sehr ähnlichen Drosselrohrsänger unterscheidet sich die Art durch etwas geringer Größe, durch mehr olivgraue Färbung der Oberseite, etwas weißere Unterseite und kürzere und rundere Flügel. Die Geschlechter unterscheiden sich nicht. Jungvögel haben bräunlich beränderte Flügelfedern, die Unterseite ist mitunter etwas gelblich tingiert.
Die Art ist monotypisch.

## Verbreitung und Lebensraum
Dieser Zugvogel zieht hauptsächlich Ende August aus Sibirien und im September bis Oktober aus China ins Winterquartier und überfliegt Hongkong hauptsächlich im September und Oktober.

## Stimme
Der von einer exponierten Warte aus vorgetragene Gesang des Männchens wird als laut und trocken, als „kiruk kiruk kiruk, jee jee jee“ beschrieben, ähnlich dem des Drosselrohrsängers.

## Lebensweise
Die Nahrung besteht aus Insekten und Spinnentieren, auch kleine Wasserschlangen und gelegentlich kleine Wirbeltiere.
Die Brutzeit liegt zwischen Mai und Juli. Die Art lebt überwiegend monogam. Das Nest ist eine tiefe zylindrische Tasse aus Grashalmen und Schilfelementen, meist 100 bis 150 cm über der Wasseroberfläche an 2 bis 6 aufstrebende Schilfstängel angeheftet.

## Gefährdungssituation und Bestand
Die Art wird wegen des sehr großen Verbreitungsgebietes von etwa 8.170.000 km² in der Roten Liste der IUCN als nicht gefährdet (Least Concern) eingestuft, wenngleich die Bestände wegen Habitatverlust abnehmen.